# Rubrique des chiens écrasés
La rubrique des chiens écrasés est l'appellation humoristique donnée à une rubrique dans un journal pour décrire des faits divers sans grande importance. L'expression a également été, au XIXe siècle, "chiens noyés" ou "chiens perdus". 
Tenant cette rubrique du journal Le Matin en 1906, Félix Fénéon, dans ses Nouvelles en trois lignes, a joué avec les contraintes de cette rubrique (notamment le nombre de signes très réduit) et, en usant de nombreuses figures de style différentes, a transformé ces trois lignes en littérature. Ses brèves, anonymes, ont été publiées sous forme de recueil et sont constamment rééditées depuis. L'écrivain Eric Chevillard s'est également plié à l'exercice, en ajoutant une contrainte supplémentaire: il a écrasé littéralement des chiens.

## Analyse
Dans une étude publiée en octobre 2014 par la revue PS Political Science & Politics, les chercheurs ont analysé les articles parus dans plusieurs journaux américains dont le New York Times. Ils ont conclu qu'avec ce « mélange d'information et de divertissement », l'audience augmentait 2,2 fois plus que n'importe quel autre sujet publié sur la même page.